# Neurergus
Neurergus – rodzaj płazów ogoniastych z podrodziny Pleurodelinae w rodzinie salamandrowatych (Salamandridae).

## Zasięg występowania
Rodzaj obejmuje gatunki występujące w anatolijskiej części Turcji od Burdur na zachodzie do Muş na wschodzie; w Kurdystanie w północno-zachodnim Iranie i północnym Iraku; w górach Zagros w prowincji Lorestan w Iranie.

## Systematyka

### Etymologia
- Neurergus: gr. νευρον neuron „ścięgno”; εργον ergon „praca”[4].
- Rhithrotriton: gr. ρειθρον rheithron „strumień, potok”[6]; τρίτων tritōn „traszka, salamandra”[7]. Gatunek typowy: Rhithrotriton derjugini Nesterov, 1916.
- Musergus: Muş, Turcja; rodzaj Neurergus Cope, 1862[4]. Gatunek typowy: Molge strauchii Steindachner, 1888.

### Podział systematyczny
Dowody genetyczne sugerują, że rodzaj ten jest taksonem siostrzanym dla Ommatotriton. Do rodzaju należą następujące gatunki:
- Neurergus barani Öz, 1994
- Neurergus crocatus Cope, 1862
- Neurergus derjugini (Nesterov, 1916)
- Neurergus kaiseri Schmidt, 1952 – traszka zagrosańska[9]
- Neurergus munzurensis Olgun, Avcı, Bozkurt, Üzüm, Olgun & Ilgaz, 2016
- Neurergus strauchii (Steindachner, 1887)